# Traditional Values Coalition
Traditional Values Coalition était une association chrétienne évangélique de la droite chrétienne américaine qui prône un retour intégral à ce qu'elle considère les valeurs familiales et traditionnelles. Elle met en avant une stricte morale biblique. 

## Histoire
Louis P. Sheldon fonde la Traditional Values Coalition en 1980,. 
En 2004, selon ses propres chiffres, elle compterait plus de 43 000 églises américaines en son sein.
En 2018, le Southern Poverty Law Center a considéré que l’organisation avait cessé d’exister en raison de la disparition de son site Web en 2017 et de sa ligne téléphonique déconnectée.

## Critiques
Dans un rapport de 2005, le Southern Poverty Law Center a placé l'organisation sur sa liste des 12 groupes anti-gay les plus influents des États-Unis, notamment en raison de son opposition au alliance gay-hétéro dans les lycées et universités.
En 2020, Sheldon, peu avant sa mort, a poursuivi l'organisation, accusant sa dirigeante, Andrea Lafferty, de fraude .